# 과학기술혁신본부
과학기술혁신본부(科學技術革新本部)는 과학기술정책 총괄, 국가연구개발사업 예산 심의·조정 및 성과평가 기능을 수행하는 대한민국 과학기술정보통신부의 하부조직이다. 경기도 과천시 관문로 47 정부과천청사 5동에 위치하며, 본부장은 차관급 정무직공무원으로 보한다.

## 설치 근거
- 「과학기술정보통신부와 그 소속기관 직제」 제4조제1항[1]

## 연혁
- 2011년 3월 28일: 국가과학기술위원회의 하부조직으로 과학기술정책국, 연구개발조정국, 성과관리국을 설치.[2]
- 2013년 3월 23일: 미래창조과학부의 하부조직으로 변경.[3]
- 2013년 12월 12일: 창조경제기획국에 심의관실을 설치.[4]
- 2015년 3월 16일: 연구개발조정국을 연구개발투자조정국으로, 성과평가국을 평가혁신국으로 개편.[5]
- 2015년 9월 25일: 국가과학기술전략본부로 통합.[6]
- 2017년 7월 26일: 과학기술정보통신부 과학기술혁신본부로 개편.[7]

## 조직
본부장 아래 3국 13과를 두며, 국장은 고위공무원단 나등급에 속하는 일반직공무원으로, 과장은 3급 혹은 4급인 일반직공무원으로 보한다.

## 역대 과학기술혁신본부장
| 정부        | 대수 | 이름           | 임기                              | 직급   |
| ----------- | ---- | -------------- | --------------------------------- | ------ |
| 문재인 정부 | 초대 | 박기영         | 2017년 8월 7일 ~ 8월 11일         | 차관급 |
| 문재인 정부 | 2대  | 임대식         | 2017년 8월 31일 ~ 2019년 5월 23일 | 차관급 |
| 문재인 정부 | 3대  | 김성수(金性洙) | 2019년 5월 23일 ~ 2021년 6월 14일 | 차관급 |
| 문재인 정부 | 4대  | 이경수(李京洙) | 2021년 6월 14일 ~ 2022년 5월 13일 | 차관급 |
| 윤석열 정부 | 5대  | 주영창(朱永昶) | 2022년 5월 13일 ~ 2024년 2월 25일 | 차관급 |
| 윤석열 정부 | 6대  | 류광준(柳光埈) | 2024년 2월 26일 ~ 2025년 7월 13일 | 차관급 |
| 이재명 정부 | 7대  | 박인규(朴仁圭) | 2025년 7월 13일 ~                 | 차관급 |

## 같이 보기
- 과학기술정보통신부
- 한국과학기술정보연구원
- 한국과학기술기획평가원
- 국가과학기술연구회
- 국가교육과학기술자문회의